# Tatiana Zatîc
Tatiana Zatîc (n. 11 ianuarie 1961, raionul Ocnița, Republica Moldova) este o funcționară guvernamentală din Republica Moldova, care de la 1 ianuarie 2021 asigură interimatul funcției de ministru al sănătății, muncii și protecției sociale, după demisia Vioricăi Dumbrăveanu.
Anterior a fost șefa Direcției politici în domeniul asistenței medicale primare, urgente și comunitare din cadrul Ministerului Sănătății. La 24 decembrie 2020 a devenit secretar de stat al Ministerului Sănătății, Muncii și Protecției Sociale, în urma demisiei în masă a foștilor secretari de stat.
În 2011 a fost decorată, de rând cu alți lucrători medicali, cu Medalia „Meritul Civic” de către Președintele interimar Marian Lupu.